# مصائب مسیح
مصائب مسیح (به انگلیسی: The Passion of the Christ) فیلمی درام وابسته به کتاب مقدس به کارگردانی مل گیبسون و به نویسندگی گیبسون و بندیکت فیتزجرالد است که در سال ۲۰۰۴ منتشر شد. این فیلم که ۱۲ ساعت آخر عمر عیسی مسیح را به تصویر می‌کشد، زندگی وی را بر اساس روایاتی از کتاب‌های عهد جدید، انجیل، انجیل متی، انجیل مرقس، انجیل لوقا و انجیل یوحنا و همچنین نوشته‌های مذهبی آن کاترین اِمِریش به نمایش درآورده است. دیالوگ این فیلم کاملاً به زبان‌های آرامی، لاتین و عبری و همراه با زیرنویس است.
این فیلم ماجرای دستگیری، محاکمه و مصلوب شدن عیسی مسیح را به تفصیل به تصویر می‌کشد. فیلم به خاطر مسئول نشان دادن یهودیان در به صلیب کشیده شدن مسیح با اعتراض محافل و گروه‌های یهودی مواجه شد تا جایی که آن‌ها به دادگاه شکایت بردند و تلاش کردند از اکران آن جلوگیری کنند، اما فیلم با اِعمال تغییراتی مختصر اکران شد.
مصائب مسیح بحث‌برانگیز بود و نقدهای دوقطبی از منتقدان دریافت کرد؛ برخی آن را تجربه‌ای مذهبی و مقدس توصیف کردند و از اجرای بازیگران، عوامل فنی و موسیقی متن جان دبنی تمجید نمودند، در حالی که برخی دیگر آن را یهودستیزانه و خشونت واضح آن را بیش از حد و از نظر احساسی فرساینده یافتند. این فیلم در سراسر جهان ۶۱۲٫۱ میلیون دلار فروش داشت و در پایان اکران سینمایی‌اش در سال ۲۰۰۴، پنجمین فیلم پرفروش بین‌المللی شد. این اثر پرفروش‌ترین فیلم مسیحی (بدون تعدیل تورم) و همچنین پرفروش‌ترین فیلم مستقل در تمامی دوره‌هاست. این فیلم با فروش ۳۷۰٫۸ میلیون دلار در آمریکا، پرفروش‌ترین فیلم با درجه‌بندی R در این کشور بود و این رکورد به مدت ۲۰ سال دست‌نخورده باقی ماند. فیلم در هفتاد و هفتمین دوره جوایز اسکار در سال ۲۰۰۵، سه نامزدی برای بهترین چهره‌پردازی و آرایش مو، بهترین فیلم‌برداری و بهترین موسیقی فیلم دریافت کرد. دنباله این فیلم با عنوان رستاخیز مسیح: بخش یک با محوریت رستاخیز مسیح در حال ساخت است.

## داستان
در شب عید فِصح در جتسیمانی، عیسی در خلوت به راز و نیاز می‌پردازد، در حالی‌که سه تن از شاگردانش، پطرس، یعقوب بزرگ و یوحنا، به خواب رفته‌اند. شیطان می‌کوشد او را وسوسه کند و در حالی که عرق عیسی به خون بدل می‌شود، ماری از هیئت شیطان پدیدار می‌گردد؛ اما عیسی او را با کوبیدن سر مار طرد می‌کند. در همین زمان، یهودای اسخریوطی، یکی از حواریون، با گرفتن سی سکهٔ نقره از قیافا و فریسیان، گروهی از نگهبانان معبد را به باغ می‌برد و با شناسایی عیسی، به او خیانت می‌کند. با ورود نگهبانان، پطرس خنجر می‌کشد و گوش مالکوس، فرمانده نگهبانان را می‌برد. عیسی زخم او را شفا می‌دهد و پطرس را توبیخ می‌کند. در حالی که شاگردان می‌گریزند، نگهبانان عیسی را بازداشت کرده و در راه رساندن او به سنهدریم به‌سختی کتک می‌زنند، در حالی که مالکوس، پریشان، جا می‌ماند.
مادر عیسی، مریم، با بیدار شدن از خواب، نگران می‌شود و با مریم مجدلیه صحبت می‌کند. یوحنا خبر دستگیری را می‌آورد و آن‌ها با پطرس که عیسی و همراهانش را تعقیب کرده بود، دیدار می‌کنند. قیافا در محاکمهٔ سنهدریم، عیسی را به اتهاماتی واهی متهم می‌کند. برخی از کاهنان و فریسیان که پنهانی از عیسی حمایت می‌کردند، به محاکمه اعتراض کرده و از دادگاه بیرون انداخته می‌شوند. وقتی عیسی خود را پسر آسمانی انسان می‌خواند، قیافا با خشم جامه‌اش را می‌درد و عیسی را به جرم کفر محکوم به مرگ می‌کند. همزمان با کتک خوردن وحشیانهٔ عیسی، پطرس با جمعیت روبه‌رو شده و سه بار انکار می‌کند که پیرو عیسی است. پس از یادآوری پیش‌بینی دقیق عیسی، با اندوه فراوان می‌گرید و می‌گریزد. یهودا، در عذاب وجدان، تلاش می‌کند پول را پس دهد تا عیسی آزاد شود، اما کاهنان نمی‌پذیرند. او بر کیسهٔ نقره تف می‌اندازد و آن را به زمین می‌اندازد و می‌رود. در حالی که شیاطینی به‌شکل کودکانی کریه‌چهره او را می‌آزارند، در بیرون اورشلیم خود را به دار می‌آویزد.
قیافا و جمعیت، عیسی را نزد پیلاطس، حاکم رومی یهودیه (استان روم)، می‌برند تا حکم اعدامش را بگیرد. همسر پیلاطس، کلودیا، که باور دارد عیسی مقدس است، او را به مدارا با عیسی تشویق می‌کند. پس از بازجویی، پیلاطس گناهی در او نمی‌بیند و او را به دادگاه هیرودیس آنتیپاس می‌فرستد، چون عیسی اهل جلیل است. هیرودیس او را دیوانه‌ای بی‌خطر می‌داند و بازمی‌گرداند. پیلاطس به مردم پیشنهاد می‌دهد میان آزاد کردن عیسی یا باراباس، جنایت‌کاری محکوم‌شده، یکی را انتخاب کنند. جمعیت خواهان آزادی باراباس و به صلیب کشیدن عیسی می‌شود. پیلاطس برای راضی کردن جمعیت، دستور می‌دهد عیسی فقط تازیانه زده شود. نگهبانان رومی با خشونت او را شلاق می‌زنند و از این کار لذت می‌برند. شیطان نیز، تنها برای عیسی قابل دیدن، در جمعیت ظاهر می‌شود و با نوزادی وحشتناک او را تحقیر می‌کند.
پس از بردن عیسی، مریم مادر و مریم مجدلیه صحنه را پاک می‌کنند و مریم مجدلیه به یاد می‌آورد چگونه عیسی در تیره‌ترین دوران زندگی‌اش، او را از سنگ‌سار شدن نجات داد. سربازان رومی، عیسی را به اصطبل می‌برند، تاجی از خار بر سرش می‌گذارند و به او توهین می‌کنند. سپس او را به پیلاطس و جمعیت بازمی‌گردانند، اما قیافا، با حمایت جمع، همچنان خواهان مصلوب شدن اوست. پیلاطس برای جلوگیری از شورش، دستانش را می‌شوید و دستور مصلوب شدن عیسی را صادر می‌کند و خود را از مسئولیت مبری می‌داند.
عیسی به‌همراه صلیبی چوبی و سنگین در مسیر به‌سوی جلجتا حرکت می‌کند، در حالی‌که دو دزد، دیسماس و گسمس، نیز او را دنبال می‌کنند و شیطان رنج او را با لذت تماشا می‌کند. در طول راه، او بارها از سوی جمعیت و نگهبانان مورد آزار قرار می‌گیرد، تا این‌که مادرش لحظه‌ای به او آرامش می‌دهد و زنی با دستمالی خون از چهره‌اش پاک می‌کند. هر دو زن به‌دست نگهبانان دور می‌شوند. شمعون قیروانی، با اکراه، وادار به حمل صلیب می‌شود. در گُلگُتا، در حضور مریم، مریم مجدلیه، یوحنا و دیگران، عیسی بر صلیب کشیده می‌شود. یکی از دزدان، گسمس، عیسی را مسخره کرده و از او می‌خواهد اگر پسر خداست، از صلیب پایین بیاید. اما عیسی برای آزارگرانش طلب بخشایش می‌کند، نجات را به دیسمس وعده می‌دهد که با ایمان و پشیمانی در کنار اوست، و مادرش را آرام می‌کند. در نهایت، عیسی با زخم‌های فراوان، روحش را تسلیم می‌کند و جان می‌سپارد. قطره‌ای باران می‌بارد، زمین‌لرزه‌ای رخ می‌دهد که باعث شکاف در معبد دوم شده و پرده قدس‌الاقداس را به‌دو نیم می‌درد؛ قیافا و فریسیان وحشت‌زده می‌شوند. برای تسریع مرگ دزدان، سربازان پای آن‌ها را می‌شکنند. چون عیسی مرده است، سرباز رومی لُنگینوس مأمور می‌شود با نیزه‌ای به پهلوی او بزند. شیطان در اعماق جهنم از شدت شکست نعره می‌کشد. پیکر عیسی از صلیب پایین آورده شده و در آرامگاه نهاده می‌شود. سه روز بعد، او از مرگ برمی‌خیزد و با زخم‌های سوراخ‌شده بر دستانش، از قبر خارج می‌شود.

## بازیگران
- جیمز کاویزل در نقش عیسی
- مایا مورگنشترن در نقش مریم مقدس
- مونیکا بلوچی در نقش مریم مجدلیه
- هریستو ژیوکوف در نقش یوحنا
- فرانچسکو د ویتو در نقش پطرس
- لوکا لیونلو در نقش یهودا اسخریوطی
- هریستو شاپوف در نقش پونتیوس پیلاطس
- رزالیندا چلنتانو در نقش شیطان
- کلاودیا جرینی در نقش همسر پونتیوس پیلاطس
- سرجو روبینی در نقش دیسماس
- لوچانو فدریکو
- تونی برتورلی
- فرانچسکو د ویتو
- امیلیو د مارکی
- لوکا د دومینیچیس
- روموآلد کوئوس

## فروش
از زمان اکران و انتشار فیلم در فوریهٔ ۲۰۰۴ این فیلم ۳۰ میلیون دلاری توانست ۶۲۲٬۳ میلیون دلار سود مالی کسب کند و به هفتمین فیلم پرفروش غیر انگلیسی زبان تبدیل شود. در اولین هفتهٔ انتشار آن بر روی دی‌وی‌دی و سیستم ویدئوی خانگی نزدیک به ۹ میلیون نسخه از آن به فروش رفت که با این رقم بالاتر از فیلم‌های محبوبی چون ارباب حلقه‌ها قرار گرفت. مصائب مسیح ابتدا در بیش از ۳۰۰۰ سالن سینما اکران شد که آن را مبدل به موفق‌ترین فیلم مستقل تاریخ سینما کرد.

## خشونت
خشونت بکار رفته علیه مسیح در این فیلم تا جایی بودکه بسیاری از تماشاگران هنگام تماشای فیلم حالشان بد شد و مل گیبسون مجبور شد در میانه اکران عمومی، آن را دوباره تدوین و برخی صحنه‌های خشن را حذف کند.

## بازخورد

### واکنش منتقدان
وب‌سایت جمع‌آوری نقدها، راتن تومیتوز، گزارش می‌دهد که فیلم «مصائب مسیح» با امتیاز تأیید ۴۹٪ بر اساس ۲۷۷ نقد از منتقدان روبه‌رو شده است. اجماع انتقادی این وب‌سایت چنین می‌نویسد: «شور و اشتیاق کارگردان مل گیبسون در این فیلم آشکار است، اما مصائب مسیح بسیاری از تماشاگران را به‌جای الهام‌بخشی معنوی، از نظر احساسی فرسوده خواهد کرد.» در متاکریتیک، این فیلم بر اساس نظر ۴۴ منتقد، میانگین وزنی ۴۷ از ۱۰۰ را کسب کرده که نشان‌دهنده «نقدهای متوسط یا مختلط» است. تماشاگرانی که توسط سینماسکور نظرسنجی شده‌اند، به این فیلم نمره بالای «A+» داده‌اند.
به دلیل نشان دادن نقش و تلاش یهودیان در شکنجه و تصلیب عیسی، مل گیبسون را متهم به یهودستیزی کردند. اما او در برابر این اتهام‌ها عقب‌نشینی نکرد.

### جوایز
این فیلم کاندیدای ۳ اسکار (کاندیدای اسکار بهترین موسیقی متن-کاندیدای اسکار بهترین چهره پردازی-کاندیدای اسکار بهترین فیلمبرداری) در سال ۲۰۰۵ شد.

## دنباله
در آگوست ۲۰۲۵، لاینزگیت فیلمز تاریخ انتشار دنباله را اعلام کرد که در دو بخش خواهد بود: بخش ۱ در جمعه نیک، ۲۶ مارس ۲۰۲۷ و بخش ۲ در روز عروج، ۶ مه ۲۰۲۷ منتشر خواهد شد.